# Гришковское
Гришковское — село в Калининском районе Краснодарского края. Административный центр Гришковского сельского поселения.

## География
Село расположено в 10 км к юго-западу от районного центра — станицы Калининской. Разъезд Гришковский на железнодорожной линии Тимашёвск—Крымск. 

## Население
| 2002 | 2010  |
| ---- | ----- |
| 1363 | ↗1404 |

## История
Хутор Касатая Балка в 1921 году переименован в Гришково (Гришковский); в июле 1966 года объединён с хутором Байлуки и преобразован в село Гришковское. 

## Улицы
| - пер. Степной, - рзд. Железнодорожный, - ул. Гайдара, - ул. Зелёная, - ул. Колхозная, | - ул. Лиманная, - ул. Набережная, - ул. Новосельная, - ул. Советская, - ул. Хуторская. |